# شهرستان ابویل (کارولینای جنوبی)
شهرستان ابویل، کارولینای جنوبی (به انگلیسی: Abbeville County, South Carolina) یک سکونتگاه مسکونی در ایالات متحده آمریکا است که در کارولینای جنوبی واقع شده‌است.

## خصوصیات
شهرستان ابویل ۱٬۳۲۳٫۴۹ کیلومترمربع مساحت دارد.